# Alfred Beth
Alfred Beth (* 21. November 1940 in Wittlich) ist ein deutscher Politiker (CDU) und Verwaltungsjurist. Er war von 1988 bis 1991 Staatsminister für Umwelt und Gesundheit des Landes Rheinland-Pfalz.

## Leben und Beruf
Nach seinem Abitur 1960 am humanistischen Friedrich-Wilhelm-Gymnasium in Trier absolvierte Alfred Beth von 1960 bis 1964 in Bonn, Freiburg im Breisgau und Köln das Studium der Rechtswissenschaften. 1964 legte er sein erstes Staatsexamen in Köln und 1968 sein zweites Staatsexamen in Mainz ab. 1972 wurde Beth an der Albert-Ludwigs-Universität Freiburg mit einer Arbeit über die Geltendmachung zivilrechtlicher Schadensersatzansprüche im französischen Strafverfahren zum Dr. iur. promoviert.
1969 trat er in den Verwaltungsdienst des Landes Rheinland-Pfalz ein und war zunächst im Landratsamt Bad Kreuznach und später im Innenministerium Mainz tätig. Schwerpunkte seiner Tätigkeit waren die Verwaltungsreform und die Neugestaltung des Kommunalverfassungsrechts in Rheinland-Pfalz.  1974 wurde er wissenschaftlicher Mitarbeiter der CDU-Fraktion im Rheinland-Pfälzischen Landtag.
Beth war bis 13. September 2006 Vorsitzender des Verwaltungsrates der Kreissparkasse Altenkirchen.

## Politische Ämter
Im Februar 1980 wurde Beth von Ministerpräsident Bernhard Vogel zum letzten staatlichen Landrat des Kreises Altenkirchen im Westerwald berufen und vom Kreistag einstimmig bestätigt. Von 1988 bis 1991 war er Staatsminister für Umwelt und Gesundheit des Landes Rheinland-Pfalz unter Ministerpräsident Carl-Ludwig Wagner.
Nach dem Regierungswechsel war Beth von 1991 bis 1998 rheinland-pfälzischer Landtagsabgeordneter und von 1994 bis 1998 stellvertr. Vorsitzender der CDU-Landtagsfraktion.
Nach dem Tod seines Landratsnachfolgers Herbert Blank kandidierte Beth bei der ersten Urwahl des Landrats und wurde am 13. Juni 1998 mit 57,2 % der Stimmen erneut für acht Jahre zum Landrat des Landkreises Altenkirchen gewählt. Seit September 2006 ist er im Ruhestand.
Seit 2007 ist er Träger des Ehrenrings des Kreises Altenkirchen.

## Partei
Beth ist seit 1960 Mitglied der CDU. Neben anderen führenden Parteiämtern im Bezirksvorstand Koblenz und im Landesvorstand war er von 1991 bis 1998 Vorsitzender des CDU-Kreisverbandes Altenkirchen.

## Landtagsabgeordneter
Von 1991 bis 1998 war Beth direkt gewählter Landtagsabgeordneter des Wahlkreises Altenkirchen. März 1994 bis September 1998 war er stellvertretender Vorsitzender der CDU-Landtagsfraktion. 1999 war er Mitglied der 11. Bundesversammlung.

## Ehrenämter
Von 1980 bis 2010 war Beth Kreisvorsitzender des DRK-Kreisverbandes Altenkirchen. Von 1994 bis 1998 war er Mitglied des Kreistags Altenkirchen. Er ist Vorsitzender des Fördervereins des DRK-Krankenhauses in Altenkirchen und Vorsitzender des Betreuungsvereins des DRK-Kreisverbandes Altenkirchen
Er ist Mitglied der katholischen Studentenverbindungen KDStV Novesia Bonn und VKDSt Hasso-Rhenania Mainz im CV.
Seit Oktober 2011 ist er Präsident der Vereinigung ehemaliger Mitglieder des rheinland-pfälzischen Landtags.

## Werke
- Die Geltendmachung zivilrechtlicher Schadensersatzansprüche im französischen Strafverfahren, Diss., Freiburg, 1972
- Die Kommunalgesetze für Rheinland-Pfalz, Siegburg, 1979 ff.